# Gorossauro
Gorosaurus (ゴロ ザウルス, Gorozaurusu), ou Gorossauro(em português), é um dinossauro terópode fictício criado pelos estúdios Toho. Era um oponente de King Kong no filme, e mais tarde teve um papel proeminente em 1968 Destroy All Monsters . O Gorosaurus é um dinossauro gigante típico, que não possui poderes especiais como vigas ou armas de energia, confiando em sua força e capacidade atlética para lutar.
Ele possui 35 metros de altura e pesa 8.000 toneladas em sua primeira aparição, no caso, o filme King Kong Escapes de 1967. Já no filme Destroy All Monsters (1968) ele mede 50 metros de altura e 22.000 toneladas. Gorossauro é conhecido por possuir pernas grandes e grossas e braços pequenos como de um T-Rex, ficando famoso pelo seu "chute de canguru", ataque que consiste em saltar e desferir um chute com as duas patas ao mesmo tempo enquanto se está no ar.

## Filmografia

### King Kong Escapes(1967)
Em King Kong Escapes (conhecido no Brasil como A Fuga de King Kong, e em Portugal como O Regresso de King Kong), Gorossauro é um dinossauro que vive na Ilha Mondo, ele ataca a personagem feminina Susan Watson e um grupo de pessoas que estavam em um submarino para estudar a lenda de King Kong na ilha.
Em seguida, King Kong surge e mata Gorossauro, quebrando as suas mandíbulas, e salvando Susan e o grupo.

### Destroy All Monsters(1968)
O dinossauro desta vez possui um papel muito mais importante no filme Destroy All Monsters (conhecido no Brasil como O Despertar dos Monstros).
Gorossauro desta vez mora em Monsterland, um ecossistema artificial criado para abrigar os monstros da Terra.
Ele mora junto de outros monstros como Godzilla, Mothra, Rodan, Anguirus, Kumonga, Manda, Minya, Baragon e Varan.
Uma raça alienígena chamada Kilaaks invade a Terra, capturando e controlando as mentes de todos os monstros de Monsterland, e em seguida os soltam em cidades ao redor do mundo para destruí-las.
Gorossauro foi enviado para Paris, na França(apesar de Gorossauro atacar, quem leva a culpa é Baragon).
Porém, os humanos contra-atacam e libertam os monstros do controle mental.
Godzilla então lidera um grupo de monstros para o Monte Fuji, e Gorossauros também estava junto.
Os monstros se prepararam para a batalha final, os Kilaaks enviam King Ghidorah(Rei Ghidorah em português), um monstro alienígena e a melhor e última arma da raça extraterrestre.
Ghidorah foi enviado para matar todos os monstros terraqueos.
A batalha foi dura, mas enquanto Godzilla, Anguirus, Mothra e Kumonga tentavam imobilizar Ghidorah(sem êxito), Gorossauro andou furtivamente para trás do Monstro Extraterrestre e desferiu um chute de canguru em suas costas, o que derrubou Ghidorah no chão, em seguida, Godzilla e Anguirus mataram as cabeças esquerdas e direitas de Ghidorah, Gorossauro lutava contra as duas caudas do aliem, e Minya usou um anel de fumaça que sufocou e matou a última cabeça de King Ghidorah, destruindo-o para sempre.
Gorossauros foi o único monstro na luta inteira que conseguiu derrubar King Ghidorah no chão duas vezes.
A segunda já foi citada, a primeira foi quando King Ghidorah tentou levantar vôo mas Gorossauro se agarrou em seus pescoços até que ambos viessem ao chão.

### Outros filmes
- All Monsters Attack (1969)
- Godzilla vs. Gigan (1972)

## Na televisão
O Gorossauro também apareceu em programas de TV como:
- Ike! Godman (1972)
- Godzilla Island (1997)